# Bergwald

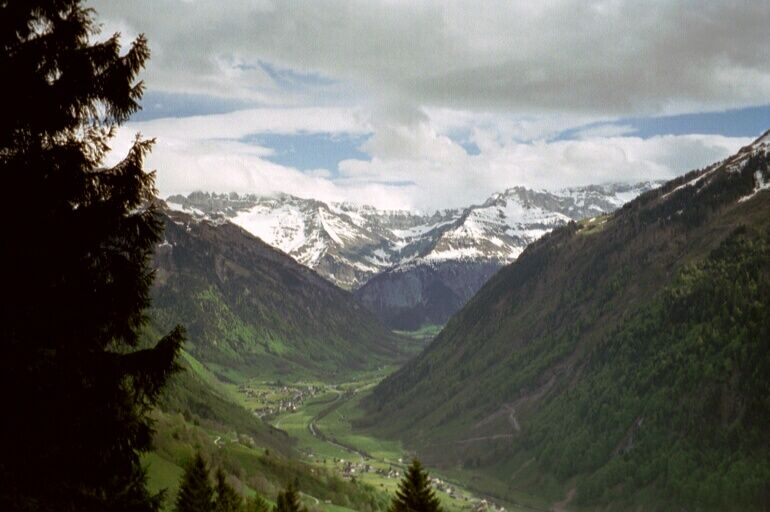
Bergwald in den Schweizer Alpen

Bergwald werden im Allgemeinen alle Wälder in Berggebieten genannt, die sich bis zur Waldgrenze erstrecken.
Vegetationsökologisch werden jedoch nur solche Wälder als Bergwälder bezeichnet, deren Waldbild sich aufgrund des Gebirgsklimas (und davon verursachten weiteren Standortverhältnissen) extrazonal von der typischen Vegetation der Klimazone unterscheidet, in der das Gebirge liegt. Das sind die Wälder der montanen Höhenstufe (und zum Teil) einschließlich der Gehölzvegetation der subalpinen Höhenstufe bis zur Baumgrenze.
Die klimatischen Bedingungen und eine meist exponierte Lage mit starker Sonneneinstrahlung machen sich in der Wuchsform der Bäume und in der geringen Zuwachsgeschwindigkeit bemerkbar. In Europa sind die Bergwälder viel Schnee in langen Wintern ausgesetzt. In Bergwäldern kommen Baumarten vor, die an nährstoffarme Böden, starke Witterungsschwankungen und teilweise starke Reliefenergie angepasst sind.
Bergwälder (englisch Mountain-Forests, oder auf dem Afrikanischen Kontinent auch Scarp-Forests) kommen bis auf die unbewaldete Antarktis auf allen Kontinenten vor. Die Höhe über dem Meeresspiegel, bei der die Pflanzenformationen der Tieflandwälder von der planaren- und kollinen Höhenstufe in die montanen übergehen, variiert weltweit.
Die Biologische Vielfalt von Bergwäldern (insbesondere humider Gebirge) sowie der Reichtum an endemischen Arten (sowohl Pflanzen als auch Tiere) ist aufgrund der kurzen Distanzen zwischen den unterschiedlichen Klimaten bezogen auf die Fläche in der Regel sehr groß, sodass etwa alle fünf Megadiversitätszentren der Erde tropische Bergwälder sind.
Bergwald ist oft auch Schutzwald für die Dörfer und Verkehrswege im Tal, in diesen Fällen wird er nicht für die wirtschaftliche Nutzung gefällt und zum Bannwald erklärt.

## Alpen
Im Bergmischwald der Alpen sind die Buche, sowie in den höheren Lagen als Gebirgsnadelwald die Gemeine Fichte, die Europäische Lärche und Kiefern-Arten bestandsbildend, in den südlichen Teilen auch Eichen-Arten und die Edelkastanie. Dazu kommen beigemischt Weiß-Tanne, Zirbelkiefer, Berg-Ahorn, Linden-Arten, die Gemeine Esche, Vogelbeere, Echte Mehlbeere und Grün-Erle vor.
Nach dem Ende der letzten Eiszeit waren vor etwa 7000 Jahren zwei Drittel der Alpen bewaldet. Durch Rodungen für die Schaffung von Siedlungsgebieten und durch die Nutzung der Bäume ist dieser Anteil heute auf etwa ein Drittel zurückgegangen. Und auch diese Waldflächen sind großteils durch die menschliche Nutzung beeinflusst. Das bedeutet, dass der Waldbestand dort forstwirtschaftlich genutzt und gepflegt wird. Der einzige größere Rest eines Urwaldes in den Alpen ist der Rothwald im Wildnisgebiet Dürrenstein in Niederösterreich. Daneben gibt als kleine Reste (ca. 9–40 ha) den Scatlè Wald in Graubünden und bei Derborence im Wallis, eventuell noch der Bödmerenwald im Kanton Schwyz. Die Wälder des Schweizer Nationalparks sind dagegen z. B. durch Wiederbewaldung nach Grosskahlschlägen für die Saline Hall in Tirol hervorgegangen.
Das Holz der Alpenwälder wurde bereits seit dem Mittelalter intensiv genutzt. In Genua und Venedig wurden die Schiffe der Flotten damit gebaut. Als Grubenholz wurden große Mengen im Bergbau eingesetzt. Auch viele Handwerker stellten ihre Gerätschaften aus Holz her. Dazu kam der Bedarf für den Hausbau und die Wohnungseinrichtung sowie als Energieträger. Jedoch wurde auch bald die Bedeutung des Waldes als Schutz- und Bannwald erkannt. So wurde zum Beispiel der Wald oberhalb der Schweizer Gemeinde Andermatt bereits 1397 urkundlich unter Schutz gestellt. Durch den Einsatz verschiedener anderer Materialien neben dem Holz ist der Holzverbrauch im 20. Jahrhundert deutlich zurückgegangen. So gibt es heute wieder viele Gebiete, wo der Holzzuwachs größer ist als die Holzentnahme (z. B. in der Steiermark).

### Bayerische Alpen

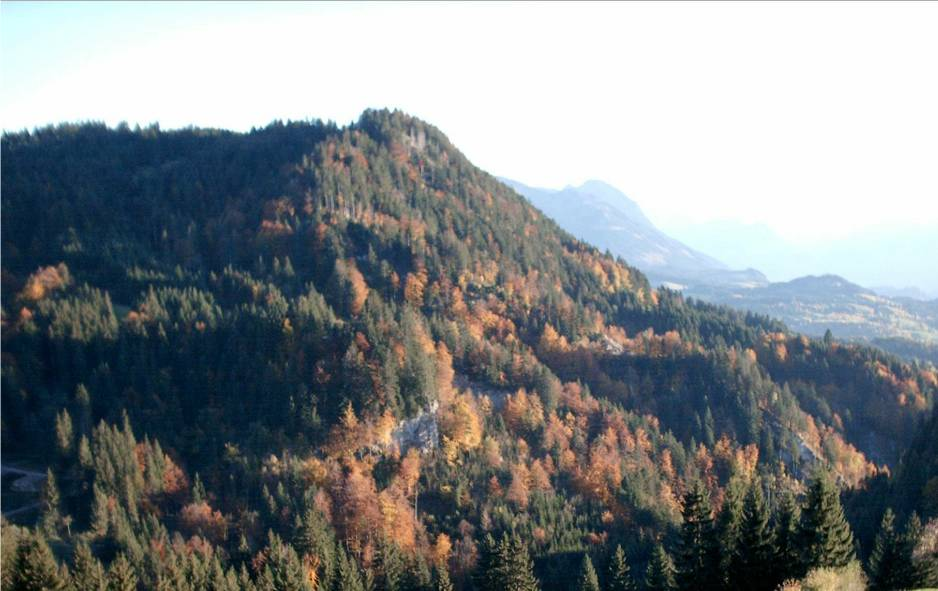
Bergmischwald im Allgäu

Der Bayerische Alpenraum ist mit rund 250.000 Hektar Bergwald knapp zur Hälfte bewaldet. Davon sind 147.000 Hektar Schutzwald nach dem Waldgesetz für Bayern (BayWaldG).

## Übersee

### Neue Welt

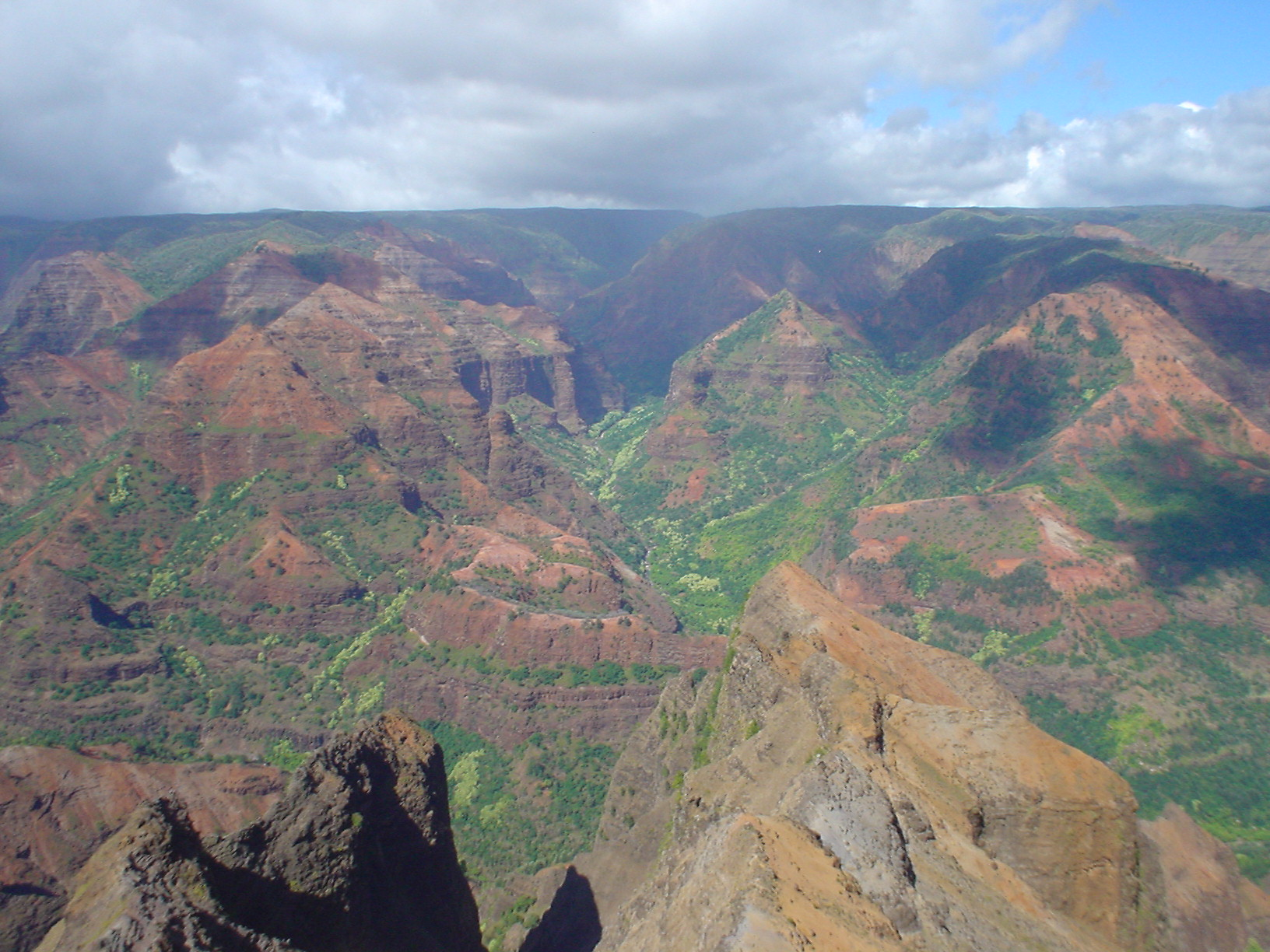
Waimea Canyon, Hawaii ist bekannt für seine montane Vegetation.

Bergwälder kommen sowohl in Südamerikas Anden, wie auch in Nordamerika, vor allem in Kanada vor. In der Sierra Nevada (Kalifornien) stehen dichte Bergwälder mit Küsten-Kiefer (Pinus contorta, engl. Lodgepole Pine) und Pracht-Tanne (engl. Red Fir), bis sich in der subalpinen Zone Gebiete mit Whitebark Pine ausbreiten.
In Südamerika leben eine Reihe endemischer Arten in Bergwäldern. So sind die Osthänge der Anden von Cochabamba in Bolivien bis nach Salta, Jujuy und Tucumán in Argentinien das Verbreitungsgebiet der Hoykreischeule. Die Eule kommt ausschließlich in Bergwäldern von 1000 bis 2800 m vor. Hoykreischeule, die größere Höhenlagen bewohnen, ziehen aber vermutlich im Winter in niedrigere Lagen.

### Afrika
Die größten zusammenhängenden Bergwälder finden sich in der Mitte des Kontinents. Im Süden Afrikas weist Angola große Waldgebiete auf. Hier kommen u. a. die Baumarten White Stinkwood (Celtis africana), Forest Bushwillow (Combretum krausii) und Umzimbeet (Millettia grandis) vor. Die Natal Cycad (Encephalartos natalensis) kommt auf steinigem Grund in Südafrika vor.

### Asien

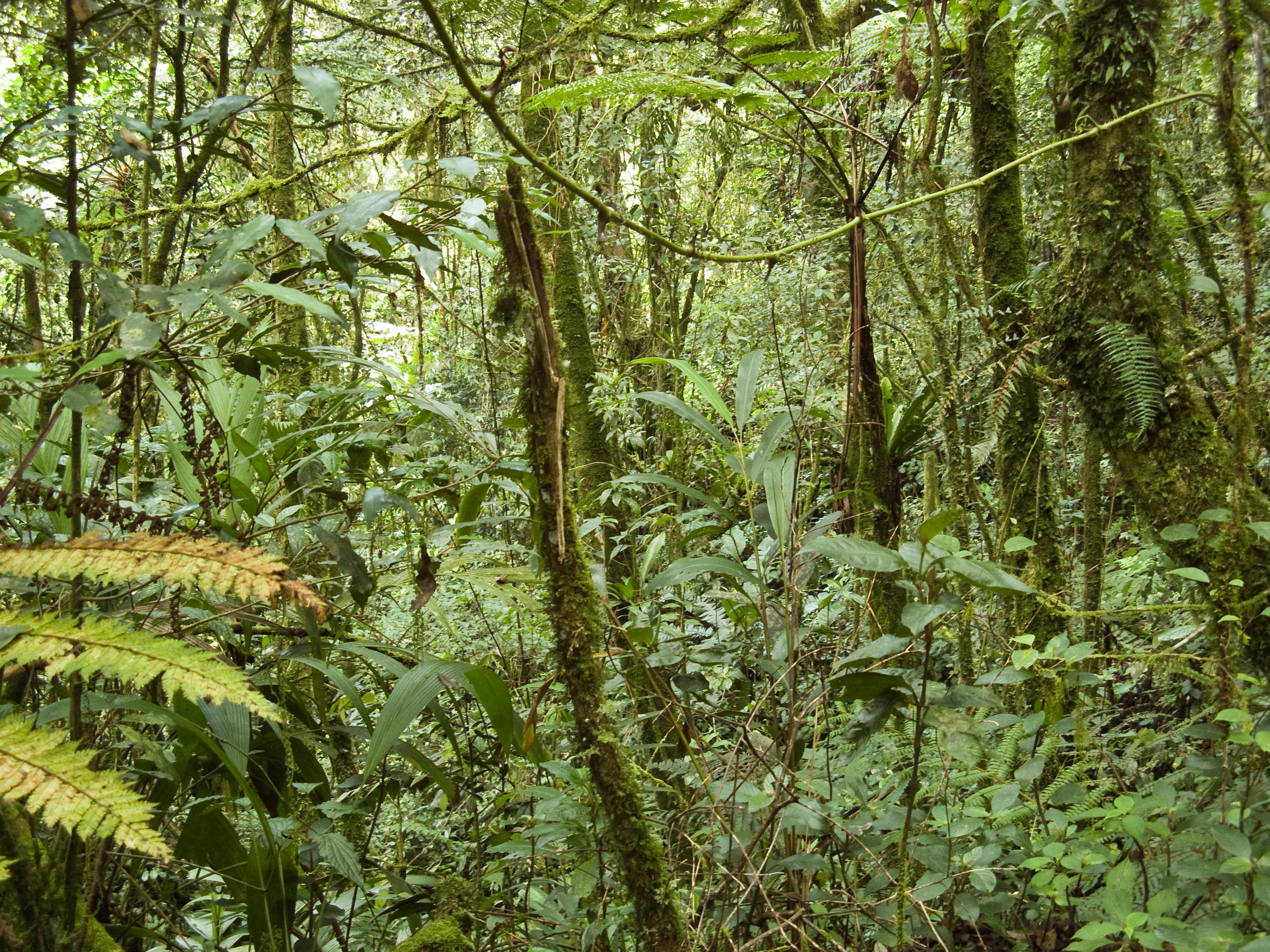
Tropischer Bergwald auf ca. 2000 m in Malaysia

In Asien finden sich an allen höheren Erhebungen bewaldete Gebiete. In Zentralasien kommen meist isolierte aride Waldgebiete vor (Mongolian Govi und im Altay-Gebirge). Auch auf den Inseln Südostasiens finden sich große Gebiete von meist tropischen Bergwäldern.